# Abadía de Grandpré
La’Abadía de Grandpré está ubicada en Faulx-les-Tombes (actual municipio de Gesves), en la provincia de Namur, en Bélgica. De la antigua abadía cisterciense solo queda la hermosa portada de entrada, los edificios de la granja y el molino accionado por el río Samson.

## Historia
En el siglo XII se produjo el asentamiento de una granja del císter terrenos de la abadía de Villers-en-Brabant (actualmente conocida como abadía de Villers, en Villers-la-Ville).  Gracias a una dotación económica del marqués Philippe II de Courtenay-Namur, los monjes de Villers se asentaron en este lugar de forma permanente. Se considera 1231 como el año oficial en que se fundó Grandpré. Más tarde, en fecha desconocida, el priorato consiguió su independencia y se convirtió en Abadía. Pero Grandpré nunca llegó a florecer ni alcanzó un éxito popular y nunca llegó a sobrepasar los veinte monjes, a pesar de que tenía una docena de granjas en la zona. La nobleza nunca hizo ninguna fundación en Grandpré, a la que consideró siempre una "hija" de Villers-en-Brabant.

## La abadía hoy
El valle del río Samson es espléndido y relajante.  Los edificios de la abadía están prefectamente restaurados, aunque la abadía ha pasado a manos privadas y no están permitidas las visitas.